# Christopher Koch
Christopher John Koch (Hobart, Australia, 16 de julio de 1932-ibidem, 22 de septiembre de 2013) fue un novelista australiano, conocido por su novela The Year of Living Dangerously de 1978, que fue adaptada en una película premiada. Ha ganado dos veces el premio Miles Franklin (por The Doubleman en 1985, y de Highways to a War en 1996). En 1995 fue nombrado Oficial de la Orden de Australia por su contribución a la literatura australiana.

## Biografía
Koch nació en Hobart, Tasmania en 1932. Fue educado en Clemes College, la universidad de San Virgilio, Hobart High School y la Universidad de Tasmania. Después de graduarse, se unió a la Comisión Australiana de Radiodifusión (ABC) como periodista cadete. Dejó Hobart para viajar al sur de Asia y Europa, y terminó en Londres, donde trabajó durante varios años hasta que regresó a Australia para evitar el servicio militar en el ejército británico.
Las primeras obras publicadas de Koch fueron varios poemas publicados en The Bulletin y la revista literaria Southerly. Mientras que volvió al ABC como productor de radio, comenzó a trabajar en su primera novela, The Boys in the Island, que fue publicado en 1958.

## Vida personal
Koch se casó con su primera esposa, Irene Vilnois, en 1959. Su hijo, Gareth Koch (nacido en 1962), es un guitarrista clásico. Su segunda esposa, Robin, vivió con él en Sídney y Tasmania, y estaba con él cuando murió en 2013.

## Libros
- The Boys in the Island (1958, edición revisada, Angus & Robertson, 1974)
- Across the Sea Wall (Heinemann, 1965)
- The Year of Living Dangerously (Nelson, 1978)
- The Doubleman (Chatto y Windus, 1985)
- Crossing the Gap: a novelist’s essays (Hogarth Press, 1993)
- Highways to a War (Heinemann, 1995)
- Out of Ireland (Doubleday, 1999)
- The Memory Room (2007)
- Lost Voices (2012)

## Otras lecturas
Noel Henricksen, Island and Otherland: Christopher Koch and his books (Educare, 2003).